# Eugen Trost
Eugen Trost, född 1898, död 1983, var en svensk dekormålare.
Eugen Trost kom från Tyskland och utbildades till dekoratör vid Schramberg Majolikafabrik. Han började arbeta som chefsdekoratör vid Gefle Porslinsfabrik 1922 och var samtida med den konstnärlige ledaren Arthur Percy. Som chefsdekoratör arbetade Trost med både undervisning och handledning av de övriga dekoratörerna i fabriken. Han ritade även ett antal egna dekorer. Han arbetade vid fabriken till 1963.
Eugen Trost är främst känd för sin dekor från 1950-talet, Zebra. Den var handmålad och finns bland annat på koppar. Han gjorde även dekorerna Kiruna och Safir. 
1998 anordnades en utställning till Eugen Trosts ära av Geflekeramikens Vänner. Han skulle ha fyllt 100 år det året. Affischen till utställningen pryds med ett foto av hans mest kända dekor – Zebraservisen.  